# 星の世界
「星の世界」（ほしのせかい）は、2005年4月～5月に、NHKの音楽番組『みんなのうた』で放送された楽曲。作詞：小椋佳、作曲：照屋林賢、編曲：中村キタロー、歌：ティンクティンク。